# ایفاسینا I
ایفاسینا I (به لاتین: Ifasina I) یک منطقهٔ مسکونی در ماداگاسکار است که در واتومندری واقع شده‌است. ایفاسینا I ۵٬۱۰۱ نفر جمعیت دارد.